# 雅科夫·里亚博夫
雅科夫·彼得罗维奇·里亚博夫（俄语：Яков Петрович Рябов，1928年3月24日—2018年4月17日），苏联政治人物。曾任苏联部长会议副主席，苏共斯维尔德洛夫斯克州委第一书记，苏共中央委员（1971年－1990年）。

## 生平
1928年生于奔萨省。1930年搬至斯维尔德洛夫斯克。1942年在集体农场参加工作。1954年加入苏联共产党。
1946年毕业于斯维尔德洛夫斯克机械学院，历任斯维尔德洛夫斯克涡轮发动机厂技术员、工程师、设计组组长、车间副主任、车间主任、厂长等职。1958年任厂党委书记。1960年，任斯维尔德洛夫斯克市奥尔忠尼启则区委第一书记。1963年，任苏共维尔德洛夫斯克市委第一书记。1966年，任苏共斯维尔德洛夫斯克州委第二书记。1971年，接替康斯坦丁·尼古拉耶夫出任州委第一书记。
1976年，调任苏联共产党中央书记处书记，负责国防军事工业生产联合体。1979年，进入苏联部长会议工作，任苏联国家计划委员会第一副主席。1983年，改任苏联国家对外经济联络委员会主席。1986年，任苏联部长会议副主席。1986年，任驻法国大使。
2001年，任莫斯科乌拉尔社区同乡会名誉主席。2008年被授予斯维尔德洛夫斯克州荣誉公民和莫尔多瓦共和国荣誉公民称号。2018年3月14日获授二级斯维尔德洛夫斯克州功勋荣誉章。
2018年4月17日在莫斯科逝世。葬于特罗耶库罗夫公墓。